# Szebuano Wikipédia
A szebuano Wikipédia (szebuano nyelven Wikipedya sa Sinugboanon) a Wikipédia projekt szebuano nyelvű változata, egy szabadon szerkeszthető internetes enciklopédia. 2005. június 22-én indult.
2016 elején több mint 2 000 000 szócikkével, cikkeinek számát tekintve a Wikipédiák között a 3. legnagyobb volt. 2019 júniusában több mint 5,3 millió szócikkel rendelkezett. A szócikkek többségét Lsjbot, egy automatizált szócikkíró bot készítette.
A szebuano nyelvű Wikipédia a legnagyobb a viszajan nyelvekhez tartozó Wikipédiák közül.
2010 szeptemberében több mint 6700 szerkesztője közül 7 rendelkezett adminisztrátori jogokkal.

## Mérföldkövek
- 2005. június 22. - Elindul a szebuano Wikipédia.
- Jelenlegi szócikkek száma: 6 116 179